# Пономарёв, Александр Иванович (Герой Российской Федерации)
Алекса́ндр Ива́нович Пономарёв (род. 27 марта 1966, Воронеж) — полковник милиции, участник Второй чеченской войны, Герой Российской Федерации (2001). На момент присвоения звания Героя — заместитель начальника Специального отряда быстрого реагирования Управления по борьбе с организованной преступностью при УВД Воронежской области по оперативной работе, ныне — председатель Комитета Воронежской областной Думы по законодательству, безопасности и правам человека, член Комитета по местному самоуправлению, связям с общественностью и СМИ. Кандидат юридических наук.
С 26 июля 2011 года по 21 марта 2025 года— глава администрации Каширского муниципального района Воронежской области.

## Биография
Родился 27 марта 1966 года в городе Воронеж. Русский. Окончил местную среднюю школу № 22, поступил в мореходное училище в Лиепае (Латвийская ССР), которое окончил в 1984 году.
- В 1984—1987 годах проходил срочную службу в Военно-Морском флоте СССР, служил в аварийно-спасательной части Балтийского флота сначала матросом, затем — боцманом.
- В 1987 году после увольнения в запас поступил на службу в МВД СССР.
- В 1988—1990 годах был бойцом Рижского ОМОНа.
- В 1990 году перевёлся в УВД Воронежской области, окончил Волгоградскую высшую школу милиции.
- С 1992 года — оперуполномоченный Управления по борьбе с организованной преступностью при УВД Воронежской области, с 1996 года — старший оперуполномоченный.
- С 1998 года — заместитель начальника Специального отряда быстрого реагирования Управления по организованной преступности при УВД Воронежской области по оперативной работе.
- С мая 2000 года — участник второй чеченской войны (в должности заместителя командира сводного отряда милиции УВД Воронежской области).

4 июня 2000 года во главе группы из состава отряда скрытно пробрался в село Кулари, где, согласно данным разведки, появились бандформирования. Собровцы окружили здание с боевиками и уничтожили трёх часовых, но были обнаружены, и начали бой. К окружённым боевикам подошло подкрепление, которое было замечено, и под огнём противника Александр Пономарёв произвел передислокацию бойцов и занял круговую оборону. Лично уничтожил пулемётный расчёт неприятеля, уничтожил попаданием гранаты группу бандитов, приготовившихся к атаке. Получил четыре ранения (в том числе серьёзное повреждение руки, позднее в госпитале она была ампутирована), был вынесен из-под огня подчинёнными, с их помощью произвел перевязку и продолжил бой. С подходом подкрепления российских войск боевики понесли серьёзные потери.
По возвращении из командировки продолжил службу в УВД Воронежской области.
Указом Президента Российской Федерации № 255 от 5 марта 2001 года за мужество и героизм, проявленные в ходе контртеррористической операции на Северном Кавказе, майору милиции Пономарёву Александру Ивановичу присвоено звание Героя Российской Федерации с вручением медали «Золотая Звезда».
- С 2000 года — преподаватель в Учебном центре Воронежского ГУВД и в Воронежском Институте МВД РФ.
- С 2002 года (в звании полковника милиции) — заместитель начальника Управления по борьбе с организованной преступностью ГУВД Воронежской области.
- В 2005 году — депутат Воронежской областной Думы от фракции «Единая Россия».
- Председатель Комитета Воронежской областной Думы по законодательству, безопасности и правам человека, член Комитета по местному самоуправлению, связям с общественностью и СМИ.
- С 26 июля 2011 года — глава администрации Каширского муниципального района Воронежской области.

Живёт в Воронеже.

## Награды
Государственные
- Герой Российской Федерации (5 марта 2001 года) — за мужество и героизм, проявленные в ходе контртеррористической операции на Северном Кавказе
- Медаль «За отличную службу по охране общественного порядка»

Ведомственные
- Медаль «200 лет МВД России»
- Медаль «За отличие в службе» (МВД) II и III степени

Общественные
- Орден «За заслуги» (РСВА)
- Медаль «За ратную доблесть»

Региональные
- Почётный знак правительства Воронежской области «Благодарность от земли Воронежской» (12 ноября 2014 года) — за большой вклад в экономическое, социальное и культурное развитие региона[5]